# Radio ECCA

## ecca.edu
El 15 de febrero de 1965, ecca emitió su primera clase, marcando el inicio de un modelo educativo innovador que transformaría el acceso a la enseñanza en las Islas Canarias. Sin embargo, este hito fue el resultado de un camino que comenzó mucho antes, desde los estudios iniciales en 1963, pasando por la consolidación de su modelo educativo hasta su transformación en ecca.edu. La historia de esta institución es un testimonio vivo del poder transformador, la colaboración y la visión a largo plazo, que ha hecho posible que ecca siga cumpliendo su misión de educar para un mundo más justo.

## Historia

### Orígenes y fundación

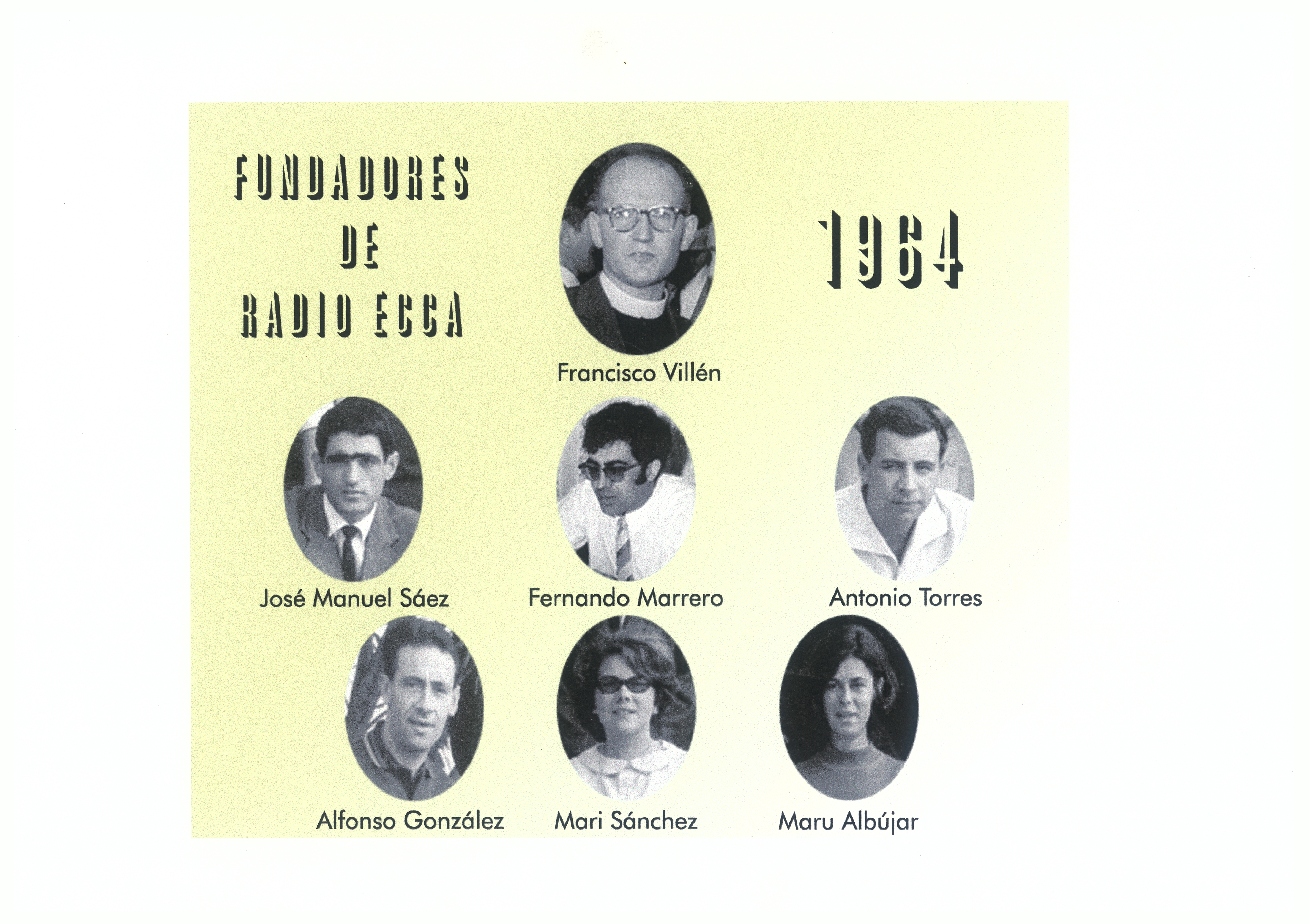
Equipo fundador de Radio ECCA

Desde 1963, Francisco Villén Lucena SJ, junto a un grupo de personas a quienes llamaba “los socios accionistas con Dios”, comenzó a estudiar la posibilidad de crear una radio educativa. Este equipo visionario entendió que la educación debía llegar a quienes, por diversas razones, no podían asistir a las aulas tradicionales.
Desde sus primeros días, ecca nació con la vocación de ser una herramienta al servicio de la sociedad, sustentada en una alianza entre la Compañía de Jesús, el Gobierno de Canarias y la sociedad civil. Su modelo educativo, basado en clases grabadas, materiales de apoyo y tutorías personalizadas, permitió que miles de personas en Canarias, América Latina y África accedieran al conocimiento y mejoraran sus vidas.
En 2023, como parte de su evolución continua, dio un paso decisivo: se apagaron definitivamente las antenas de radio. Esta tecnología, que durante décadas fue el eje del sistema, cumplió su misión, y la institución centró su propuesta educativa en su plataforma digital.
Este cambio marcó el nacimiento de ecca.edu, un nuevo nombre que refleja su compromiso con democratizar la educación en un mundo digital.

### Inicios y consolidación (1965-1974)

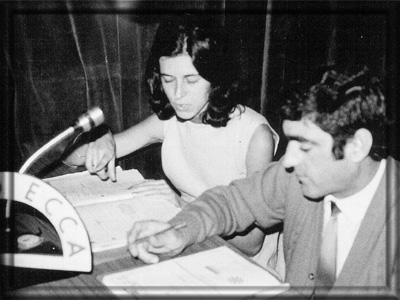
Grabación de clases con el Sistema ecca

Radio ECCA inició sus emisiones en Canarias el 15 de febrero de 1965, marcando un hito en la educación a distancia En sus primeros 34 días, se matricularon 500 personas, lo que evidenció la necesidad de este sistema educativo. En 1966, la demanda superó las expectativas, alcanzando 3920 alumnos en el primer trimestre. La inauguración oficial ese mismo año contó con el respaldo institucional y popular. En 1967, se puso en marcha la imprenta propia para producir materiales educativos, y se expandieron las emisiones a través de Radio Sáhara y Radio Enseñanza Andalucía. En 1971, se exportó el Sistema ecca Latinoamérica, comenzando con las escuelas radiofónicas Santa María en la República Dominicana. En 1974, se puso en marcha el Instituto Costarricense de Enseñanza Radiofónica (ICER) con el Sistema ecca. En 1974, se fundó la Escuela de Padres y Madres, ofreciendo formación a las familias y obteniendo reconocimiento internacional, siendo admitida como miembro de la Fédération Internationale pour l’Education des Parents (FIEP), vinculada a la UNESCO. Y en 1977 se firmó un convenio para el uso del Sistema ecca en México. 

### Crecimiento y reconocimiento (1975-1984)

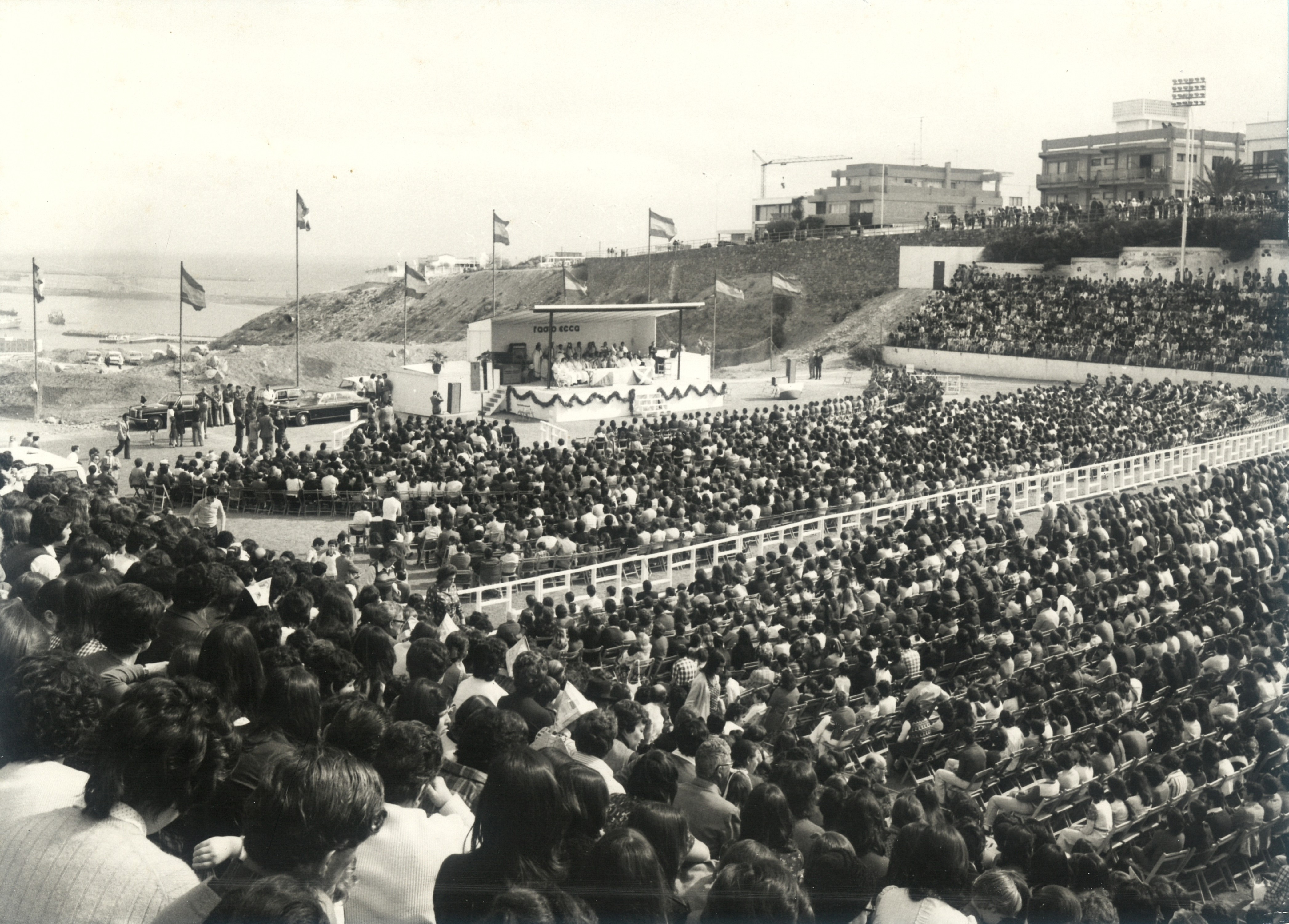
Celebración del X Aniversario de Radio ECCA en Gran Canaria

En 1975, se firmó un convenio con el Ministerio de Educación y Ciencia, consolidando el apoyo gubernamental a ecca. La celebración del décimo aniversario reunió a más de 25000 personas. En este año, se fundó el IRFA en Caracas, Venezuela, utilizando el sistema educativo de Radio ECCA. En 1979, a propuesta del Ministerio de Cultura, se crearon las Aulas de la Tercera Edad, y en 1980, nació el BUP, siendo Radio ECCA admitida como aula oficial del Instituto Nacional de Bachillerato a Distancia. En 1981, se lanzó el Aula Abierta, diversificando la oferta educativa. En 1983, ecca fue reconocida oficialmente bajo la Ley Orgánica del Derecho a la Educación (LODE) como Centro Privado de Enseñanza a Distancia. En 1984, el Aula Abierta se consolidó con 15 cursos, destacando los del área de la salud con más de quince mil personas matriculadas. Para 1986 ECCA estaba activa en 26 provincias españolas.

### Expansión y consolidación (1985-1994)

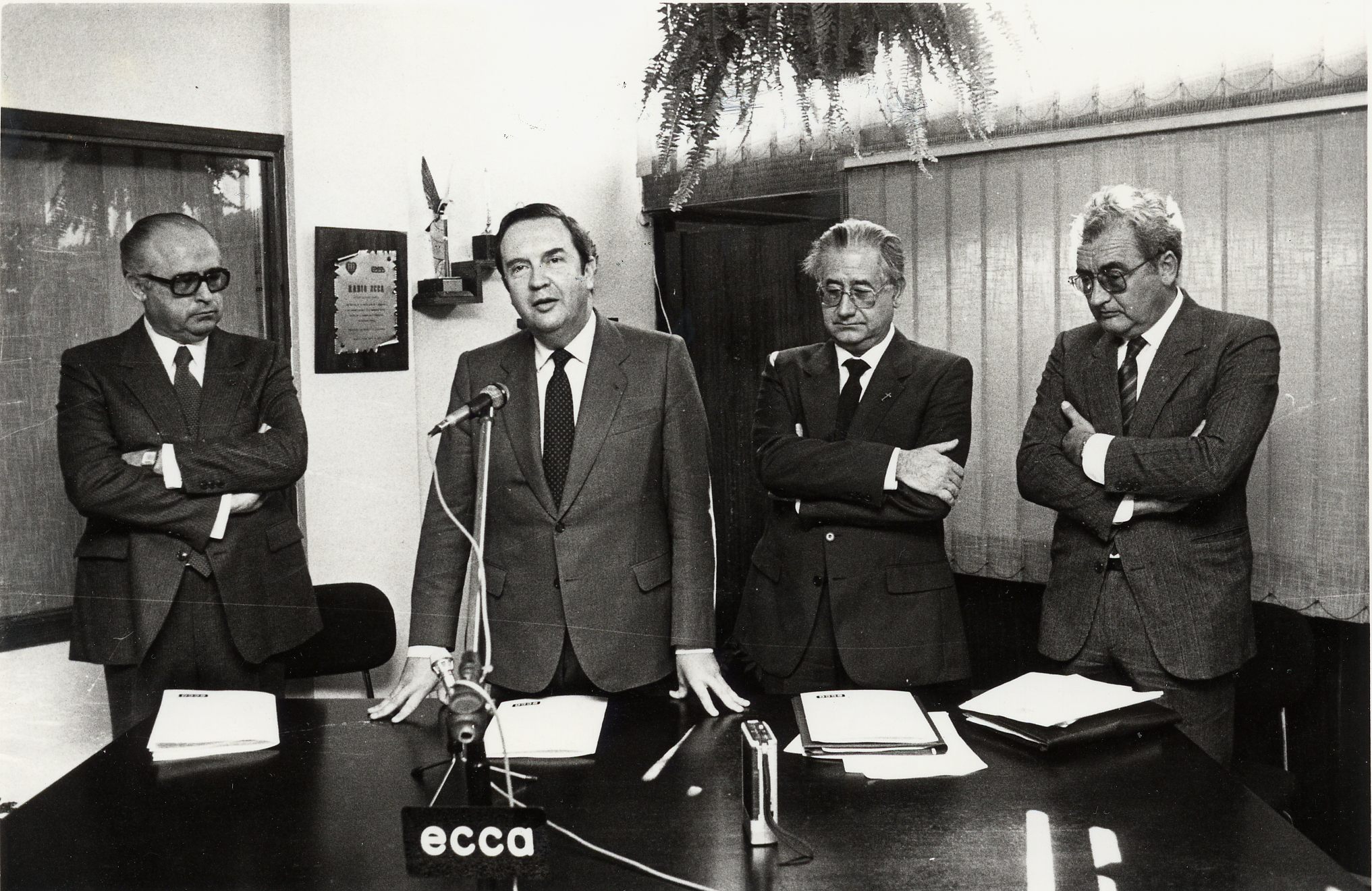
Jerónimo Saavedra preside la Constitución de la Fundación ECCA

En 1986, se constituyó la Fundación ECCA, con el apoyo del Gobierno de Canarias. Ese mismo año, a petición del Ministerio de Educación de Cabo Verde, Radio ECCA comenzó su trabajo en este archipiélago africano, siendo una de las primeras experiencias de ECCA fuera de España. En 1988, la Escuela de Padres y Madres se extendió a América Latina, consolidando su presencia en México, Uruguay y Colombia. En 1989, se firmó el primer Concierto Educativo con la Consejería de Educación del Gobierno de Canarias, lo que permitió aumentar su plantilla docente. En 1990, se introdujo el diseño modular, mejorando la flexibilidad del Sistema ecca, y Radio ECCA fue galardonada con el Teide de Oro. 
En 1991, SM la Reina Sofía se convirtió en alumna de honor. Y en 1993, se implementó el Programa de Educación Bilingüe en Paraguay utilizando la metodología de Radio ECCA para enseñar en guaraní y español.

### Adaptación al nuevo milenio (1995-2004)

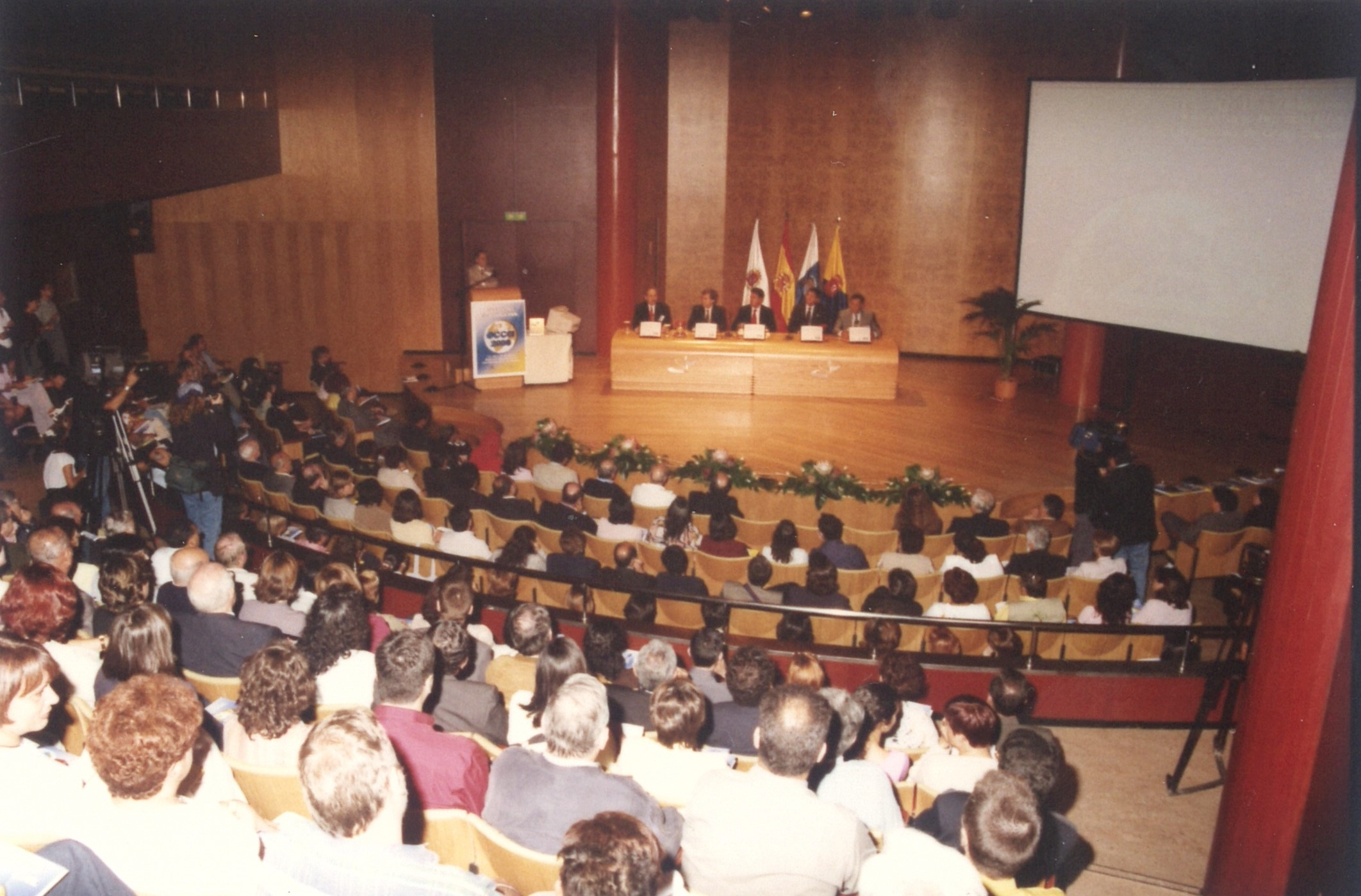
Encuentro Internacional ECCA 2000

En 1995, se celebró el trigésimo aniversario y se firmó un convenio con la Universidad de La Laguna para el desarrollo de la Escuela de Padres y Madres. En 1996, recibió el Premio "8 de Marzo" por la labor en igualdad de género. En 1998, se firmaron convenios con el Instituto Canario de Administración Pública (ICAP) y el Instituto Canario de Formación y Empleo (ICFEM) para impartir cursos y programas de formación profesional ocupacional. En 1999, se lanzó el primer curso en Internet, "El euro, moneda única" que fue gratuito y masivo. En 2000, se celebró el Encuentro Internacional ECCA 2000, con la participación de representantes de 18 países y la intervención del premio Nobel de Literatura José Saramago. En 2001, se inició el programa "Comunícate, español para saharauis" desde los campamentos de Tinduf. En 2003, se lanzó la plataforma educativa Educanarias en colaboración con el Instituto Tecnológico de Canarias (ITC). Y el 2004, un año marcado por la renovación tecnológica, se creó el Banco de Clases, permitiendo que el alumnado descargara sus clases en formato MP3.

### Enfoque estratégico y nuevos proyectos (2005-2014)

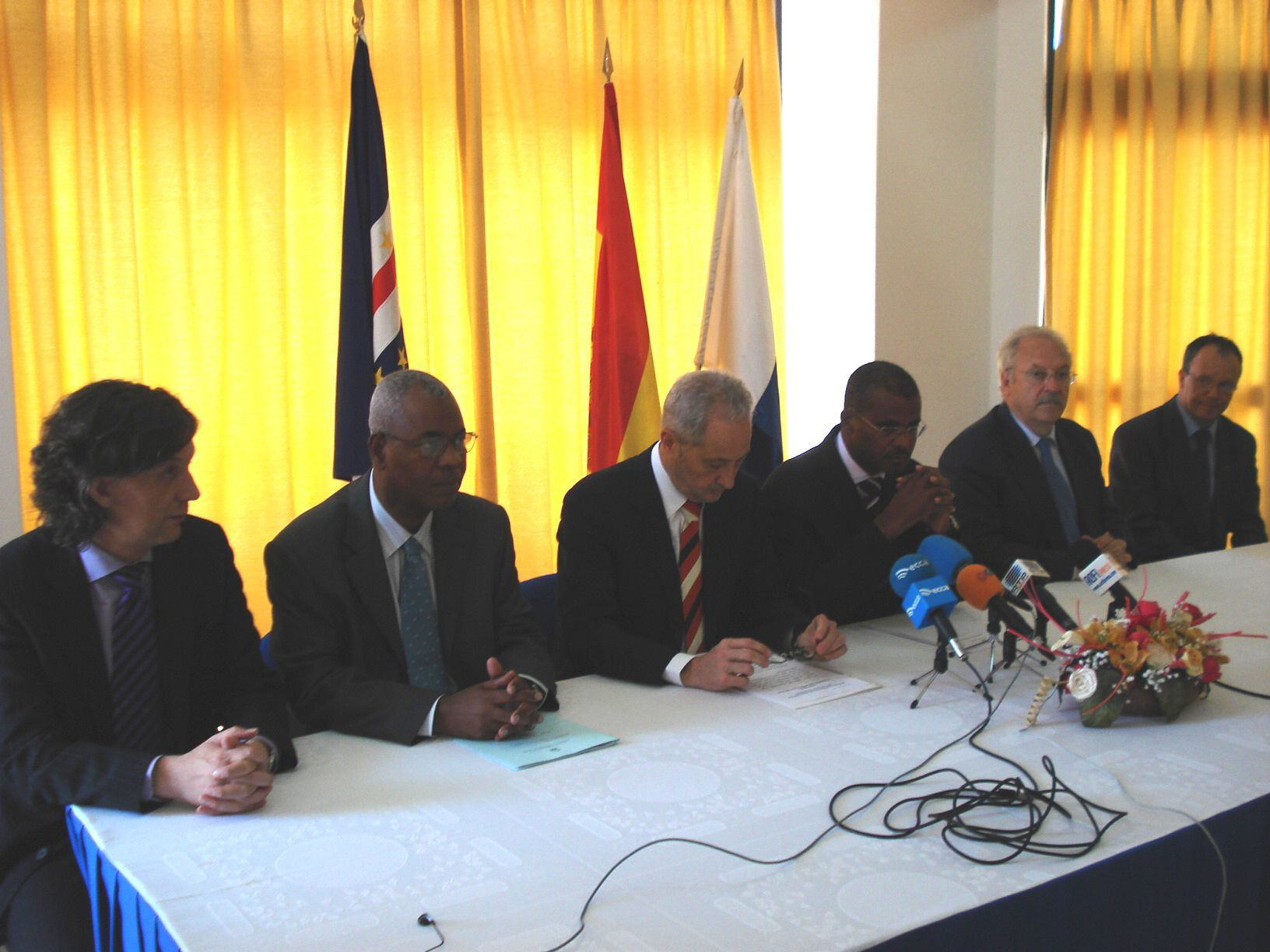
Transferencia del Sistema ecca a Cabo Verde

En 2005, Radio ECCA aprobó su Plan Estratégico Institucional, estableciendo líneas de acción en áreas educativas, tecnológicas y organizativas. En 2006, se inauguraron nuevos estudios radiofónicoscon tecnología digital y se desarrolló una nueva plataforma de teleformación, implementando la oferta formativa en Moodle. En 2007, se formalizó la transferencia del Sistema ecca al Ministerio de Educación de Cabo Verde, y Guinea-Bissau se sumó al modelo educativo. En 2008, se inició la impartición del Ciclo Superior de Integración Social en su modalidad semipresencial. En 2009, se implementó ECCAnet, unificando la información del alumnado. En 2010, se obtuvo la certificación de calidad EFQM +400. En 2011, se fortaleció el compromiso con la innovación educativa con el proyecto “Un diseño para todos/as” que demostraba las posibilidades del Sistema ecca como un modelo educativo inclusivo y se incorporó la tecnología digital en la impresión de materiales educativos. En 2013, se creó oficialmente el área social de Radio ECCA con un total de 83 proyectos con la participación de 21976 personas y se lanzó la primera APP para Android.

### Adaptación a la era digital (2015-2024)

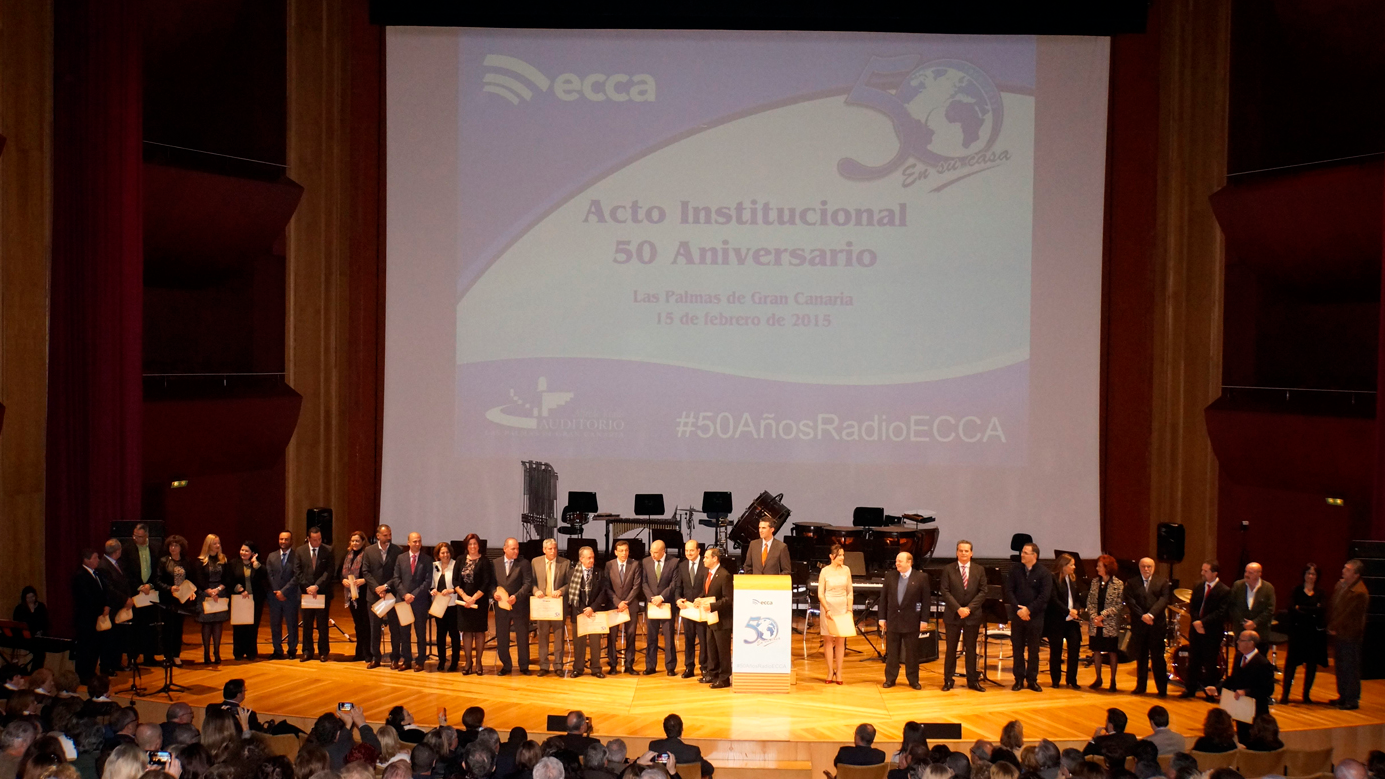
Celebración del 50 Aniversario de Radio ECCA

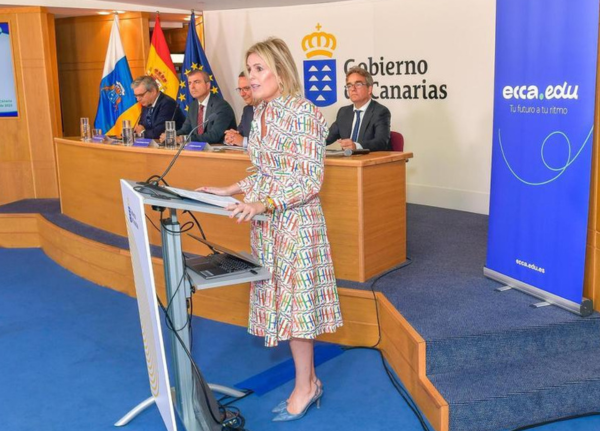
Una nueva era digital comienza con ecca.edu

En 2015, Radio ECCA celebró su 50 aniversario y comenzó una experiencia piloto con el alumnado de GES implementando empaquetados SCORM con actividades interactivas y un nuevo modelo tutorial. En 2016, se aprobó el Plan Estratégico Institucional ECCA 2020, enfocándose en sostenibilidad e innovación. En 2018, comenzó el desarrollo del proyecto ecca online, una nueva plataforma educativa web digital concebida para mejorar el servicio educativo. En 2019, Radio ECCA participó en su primer proyecto Erasmus+ con el programa SOLOPreneur, con el fin de intercambiar experiencias y desarrollar una formación innovadora, orientada a enfrentar el binomio educación y empleo desde las regiones ultraperiféricas (RUP). En 2020, se adaptó al teletrabajo debido a la pandemia (COVID 19), manteniendo la mayoría de sus proyectos activos y el acompañamiento al alumnado. En 2022, se creó la Fundación ECCA Social, asumiendo la responsabilidad de gestionar los proyectos sociales en favor de colectivos en riesgo de exclusión. En 2023, se cerró una era radiofónica para potenciar la evolución a una era cada vez más digital con la nueva marca ecca.edu, una nueva plataforma digital que responde a la visión de la institución de adaptarse a las tecnologías actuales, consolidándose como un referente en educación a distancia. Y a partir de 2024, se incorpora la Inteligencia Artificial en la producción de nuevos materiales educativos, posibilitando una formación cada vez más personalizada y ajustada a las necesidades actuales de nuestro alumnado.

### Celebración especial del 60 Aniversario de ECCA (2024-2025)

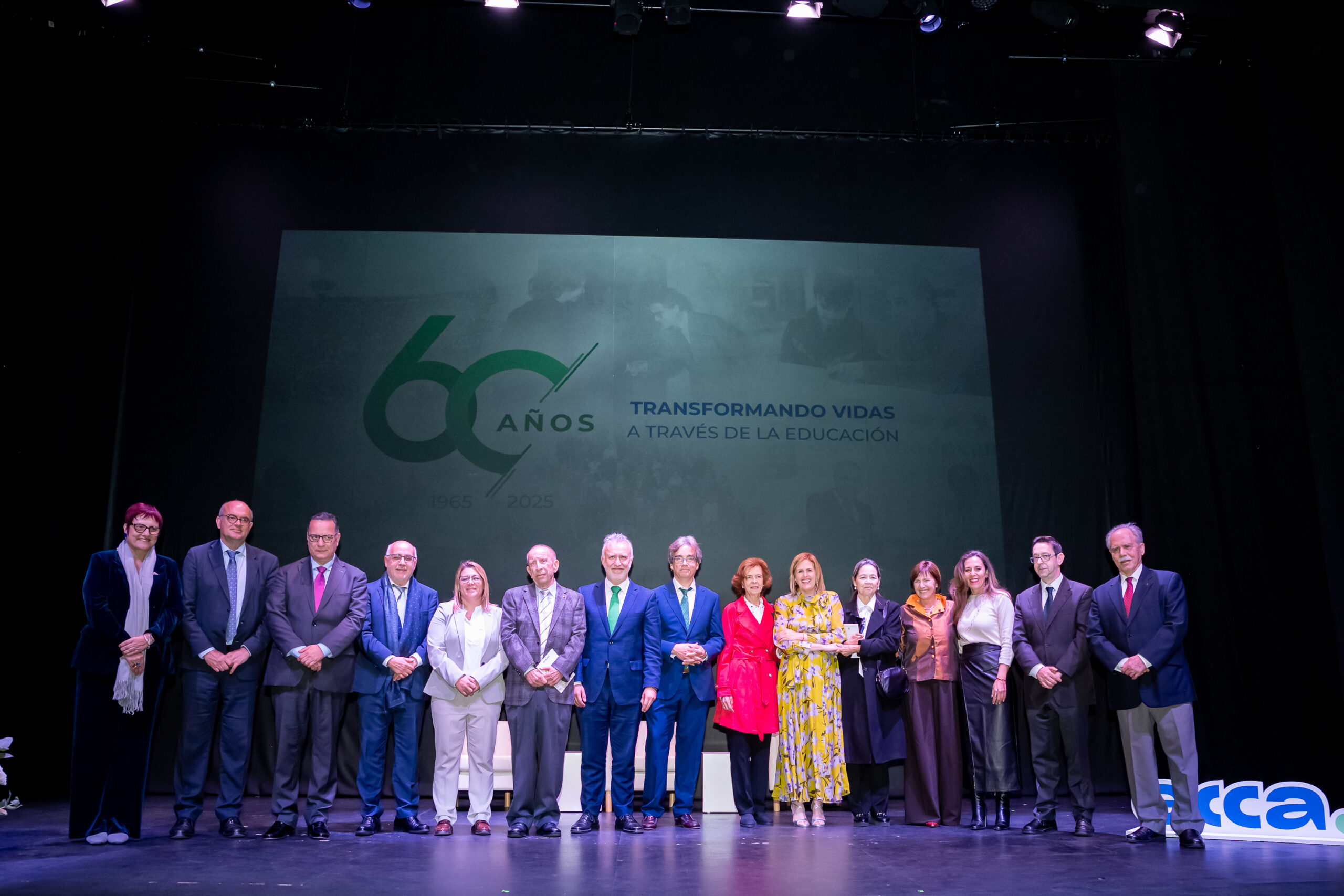
Celebración del 60 aniversario ecca

En el marco de su 60 aniversario, ecca.edu ha puesto en marcha una exposición itinerante e interactiva titulada "60 años transformando vidas a través de la educación". Esta exposición que recorre diversas islas y municipios de Canarias, refleja la historia y evolución de nuestra institución a lo largo de los años. Una oportunidad única para conocer de cerca nuestro legado y nuestra visión de futuro.
Además, en febrero de 2025, ecca.edu celebró su 60 aniversario, un hito que destacó su prolongada trayectoria en la educación a distancia y su profundo impacto en la comunidad canaria. Para conmemorar esta ocasión especial, se organizaron dos encuentros multitudinarios: uno en febrero en Gran Canaria, Ingenio, y otro, en el mes de marzo en Tenerife, en San Cristóbal de Laguna. Ambos actos subrayaron el firme compromiso de ecca con la formación y la constante innovación pedagógica a lo largo de sus seis décadas.

## El Sistema ecca

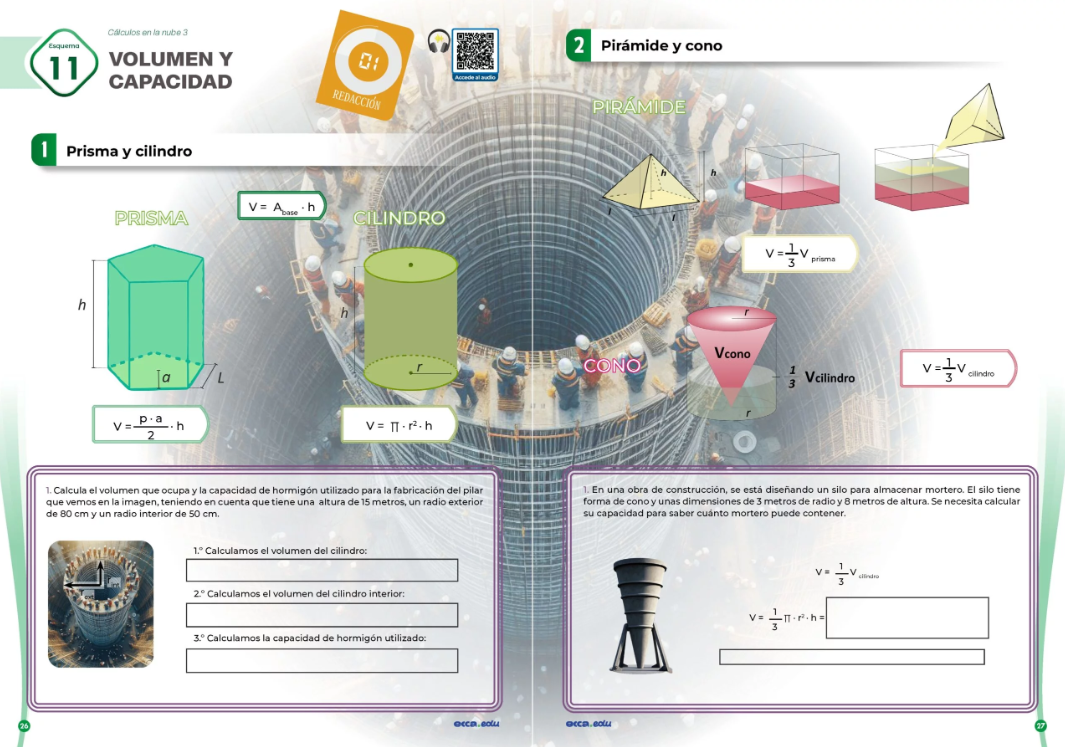
Material didáctico interactivo con Sistema ecca

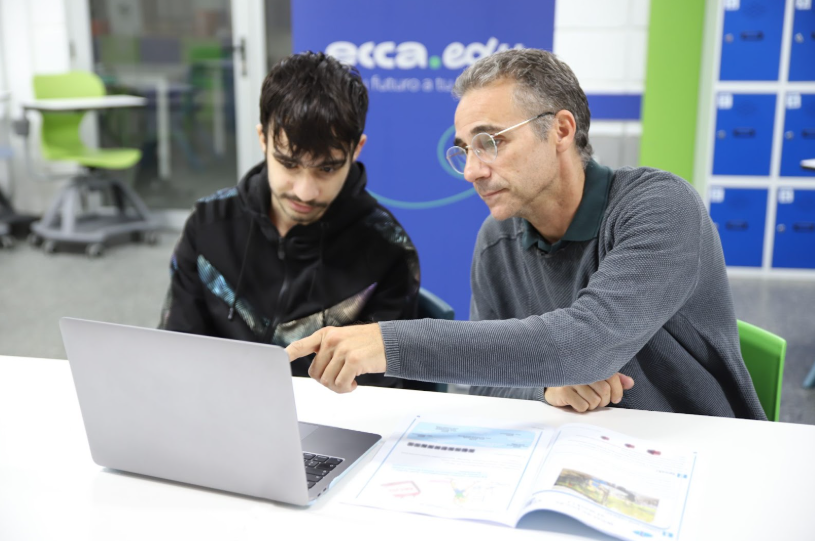
La tutoría y el acompañamiento al alumnado

El Sistema ecca es un modelo de educación a distancia basado en la combinación de material didáctico, clases audiovisuales y acción tutorial, garantizando un aprendizaje flexible y adaptado a las necesidades del alumnado.
- Material didáctico: Es el soporte central del aprendizaje, diseñado para estructurar los contenidos y facilitar la comprensión a través de actividades, espacios para anotaciones, recursos digitales y material de apoyo. En algunos cursos, este material integra tanto el contenido escrito como la clase audiovisual en un único formato multimedia.
- Clase audiovisual: Se presenta en distintos formatos (podcasts, vídeos, animaciones, audios…) y consiste en una explicación guiada por el profesorado. Su objetivo es reforzar los contenidos del curso, motivando al alumnado a avanzar y reflexionar activamente.
- Acción tutorial: Es el espacio de interacción entre el profesorado y el alumnado, donde se resuelven dudas, se ofrece asesoramiento y se genera retroalimentación. Puede desarrollarse de manera presencial, online, mixta o híbrida, según la modalidad del curso.
Este sistema ha sido clave en la educación de miles de personas, combinando tecnología e innovación para garantizar un aprendizaje accesible y de calidad.

## Red de centros ecca.edu
Cobertura en Canarias:

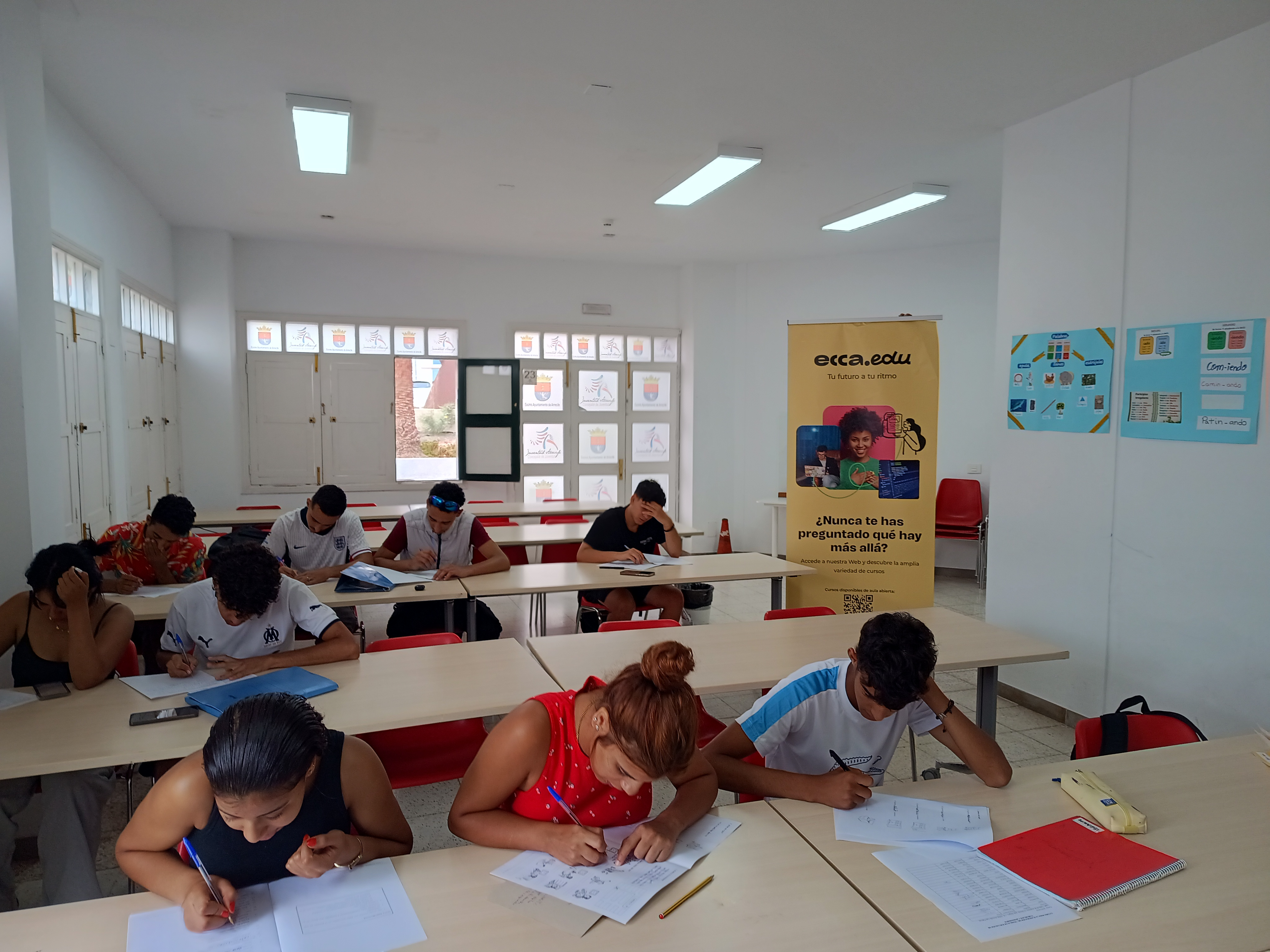
Centros ecca.edu en Canarias

ecca cuenta con 198 puntos de encuentro con el alumnado, lo que garantiza una amplia cobertura en el archipiélago canario. Esta presencia territorial permite a ecca llegar al 92% del territorio canario, facilitando el acceso a la educación también a personas que viven en zonas rurales y de difícil acceso.
Plataforma educativa en línea:
La plataforma educativa de ecca.edu ha permitido expandir sus cursos de Aula Abierta a toda la comunidad hispanohablante, trascendiendo las fronteras geográficas. Esta plataforma ofrece una amplia variedad de cursos en línea adaptándose a las necesidades de un público diverso.

## Alianzas y colaboraciones

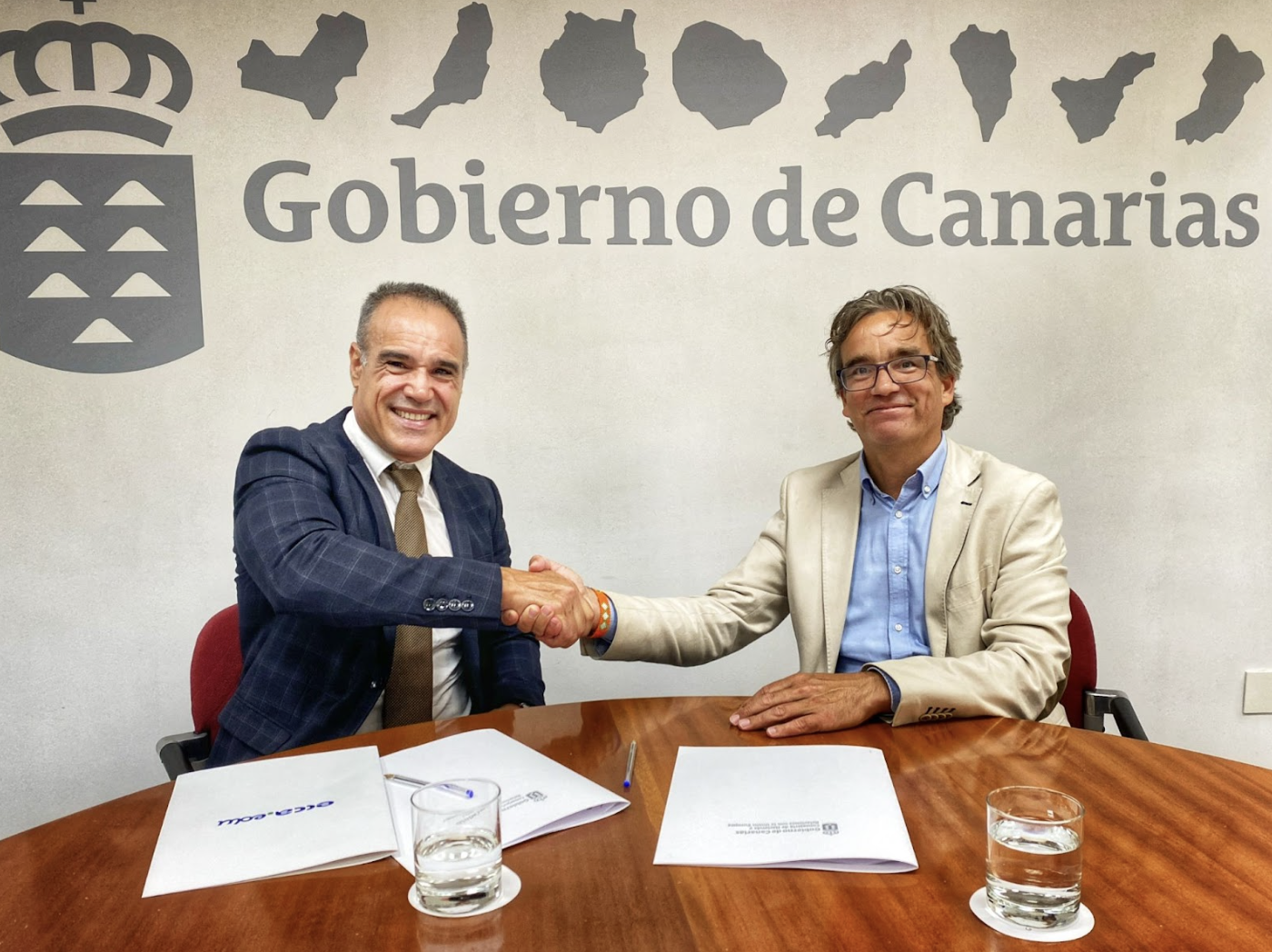
Firma convenio de divulgación del REF

Radio ECCA, Fundación Canaria es una fundación constituida en alianza entre:
- Administraciones públicas (Gobierno de Canarias, Cabildos, Ayuntamientos y Ministerio de Educación).
- Entidades de la sociedad civil y empresas que ejercen su responsabilidad social corporativa y que financian con becas al alumnado más vulnerable.
- Comunidad educativa, profesionales de ecca.edu, voluntariado y alumnado.

## Libros
- Libro “Radio ECCA, Centro Docente" publicado en 1976 coincidiendo con el XI Aniversario de la Institución. Versión electrónica febrero 2013.
- Libro “Radio ECCA, 40 años de historias” publicado en 2005. Biblioteca ECCA de Verano, Tomo 4. Compilación de Lucas López Pérez, SJ. Versión electrónica septiembre 2012.
- Libro “Radio ECCA 50 años de tecnología aplicada a la educación” publicado en 2017. Autor: Jorge Alonso.
- Libro “60 Años transformando vidas a través de la educación”. Segunda edición marzo 2025. 
- Libro “Recetario de cocina saludable”. Publicado en 2001. Biblioteca ecca de verano. Los contenidos de este libro forman parte del Curso de Alimentación y Cocina Saludables editado por ecca. 
- Libro "Poesía de canarias en viva voz". La voz de los poetas 1998 - 2002. Publicado en 2002. Biblioteca ecca de verano. 
- Libro "Nuestro folclore". Publicado en 2003. Biblioteca ecca de verano. 
- Libro “Remedios tradicionales canarios” publicado en 2007. Biblioteca ecca de verano. Autora: Juana Rosa González Gopar con el asesoramiento de S. Jorge Cruz Suárez. Versión electrónica octubre 2012.
- Libro “Aclarando el día. Jesús, sentires, amores tal vez” publicado en 2009. Biblioteca ecca de verano. Autor: Luis Cobiella Cuevas.
- Libro “A la sombra del flamboyán. Agaete de rama en rama” publicado en 2010. Biblioteca ecca de verano, Tomo 7. Autor: José Antonio Godoy Rodríguez.

## Revistas

### Revista “ecca educación”
- Revista ecca educación: Lecciones inaugurales. Primera entrega. Número 1. Febrero 2025.
- Revista ecca educación: Lecciones inaugurales. Segunda entrega. Número 2. Abril 2025.

### Revista “Radio y educación de adultos”
- Revista Radio y Educación de Adultos Nº1 - Enero/Abril 1986.
- Revista Radio y Educación de Adultos Nº2 - Mayo/Agosto 1986.
- Revista Radio y Educación de Adultos Nº3 - Septiembre/Diciembre 1986.
- Revista Radio y Educación de Adultos Nº4 - Enero/Abril 1987.
- Revista Radio y Educación de Adultos Nº5 - Mayo/Agosto 1987.
- Revista Radio y Educación de Adultos Nº6 - Septiembre/Diciembre 1987.
- Revista Radio y Educación de Adultos Nº7 - Enero/Abril 1988.
- Revista Radio y Educación de Adultos Nº8 - Mayo/Agosto 1988.
- Revista Radio y Educación de Adultos Nº9 - Septiembre/Diciembre 1988.
- Revista Radio y Educación de Adultos Nº10 - Enero/Abril 1989.
- Revista Radio y Educación de Adultos Nº11 - Mayo/Agosto 1989.
- Revista Radio y Educación de Adultos Nº12 - Septiembre/Diciembre 1989.
- Revista Radio y Educación de Adultos Nº13 - Enero/Abril 1990.
- Revista Radio y Educación de Adultos Nº14 - Mayo/Agosto 1990.
- Revista Radio y Educación de Adultos Nº15 - Septiembre/Diciembre 1990.
- Revista Radio y Educación de Adultos Nº16 - Enero/Abril 1991.
- Revista Radio y Educación de Adultos Nº17 - Mayo/Agosto 1991.
- Revista Radio y Educación de Adultos Nº18 - Septiembre/Diciembre 1991.
- Revista Radio y Educación de Adultos Nº19 - Enero/Abril 1992.
- Revista Radio y Educación de Adultos Nº20 - Mayo/Agosto 1992
- Revista Radio y Educación de Adultos Nº21 - Septiembre/Diciembre 1992
- Revista Radio y Educación de Adultos Nº22 - Enero/Abril 1993
- Revista Radio y Educación de Adultos Nº23 - Mayo/Agosto 1993
- Revista Radio y Educación de Adultos Nº24 - Septiembre/Diciembre 1993 
- Revista Radio y Educación de Adultos Nº25 - Enero/Abril 1994
- Revista Radio y Educación de Adultos Nº26 - Mayo/Agosto 1994
- Revista Radio y Educación de Adultos Nº27 - Septiembre/Diciembre 1994
- Revista Radio y Educación de Adultos Nº28 - Enero/Abril 1995 
- Revista Radio y Educación de Adultos Nº29 - Mayo/Agosto 1995
- Revista Radio y Educación de Adultos Nº30 - Septiembre/Diciembre 1995
- Revista Radio y Educación de Adultos Nº31/32 - Enero/Agosto 1996
- Revista Radio y Educación de Adultos Nº33/34 - Septiembre 1996/Abril 1997 
- Revista Radio y Educación de Adultos Nº35 - Mayo/Agosto 1997
- Revista Radio y Educación de Adultos Nº36 - Septiembre/Diciembre 1997
- Revista Radio y Educación de Adultos Nº37/38 - Enero/Agosto 1998
- Revista Radio y Educación de Adultos Nº39/40 - Septiembre 1998/Abril 1999
- Revista Radio y Educación de Adultos Nº41/42 - Mayo/Agosto 1999.
- Revista Radio y Educación de Adultos Nº43/44/45 - Septiembre 1999/Agosto 2000.
- Revista Radio y Educación de Adultos Nº46/47 - Septiembre 2000/Abril 2001.
- Revista Radio y Educación de Adultos Nº48/49 - Mayo 2001/Junio 2002.
- Revista Radio y Educación de Adultos Nº50 - Julio/Diciembre 2002.
- Revista Radio y Educación de Adultos Nº51/52 - Enero/Junio 2003.
- Revista Radio y Educación de Adultos Nº53 - Junio 2004.
- Revista Radio y Educación de Adultos Nº54 - Noviembre 2004.
- Revista Radio y Educación de Adultos Nº55 - La educación y la transformación social. Junio 2005.
- Revista Radio y Educación de Adultos Nº56 - La radio y la creación de la ciudadanía. Diciembre 2005.
- Revista Radio y Educación de Adultos Nº57 - Cooperación para el desarrollo y el desafío de la educación. Junio 2006.
- Revista Radio y Educación de Adultos Nº58 - Educación para la ciudadanía y personas adultas. Diciembre 2006.
- Revista Radio y Educación de Adultos Nº59 - Compromiso y medios. Julio 2007.
- Revista Radio y Educación de Adultos Nº60 - Educar para la paz. Diciembre 2007.
- Revista Radio y Educación de Adultos Nº61 - Sociedad civil. Junio 2008.
- Revista Radio y Educación de Adultos Nº62 - Personas desplazadas y educación. Diciembre 2008.
- Revista Radio y Educación de Adultos Nº63 - Junio 2009.
- Revista Radio y Educación de Adultos Nº64 - ODM y EPT a medio camino. Diciembre 2009.
- Revista Radio y Educación de Adultos Nº65 - Las TIC y la formación. Diciembre 2010.
- Revista Radio y Educación de Adultos Nº66 - Inspiración y misión. Diciembre 2011.
- Revista Radio y Educación de Adultos Nº67 - Orientación y tutoría en Radio ECCA. Diciembre 2012.
- Revista Radio y Educación de Adultos Nº68 - Exclusión social y ecca. Junio 2014.
- Revista Radio y Educación de Adultos Nº69 - Tecnología, innovación, brecha y sospecha.Junio 2018.
- Revista Radio y Educación de Adultos Nº70 -  Contexto para una misión social y educativa. Septiembre 2018.
- Revista Radio y Educación de Adultos Nº71 - Educación y acompañamiento. Diciembre 2018.
- Revista Radio y Educación de Adultos Nº72 - Comunicación Institucional. Marzo 2019.
- Revista Radio y Educación de Adultos Nº73 - Mujer. Junio 2019. 

### Revista “Toscalecca” editada por alumnado de ecca
- Revista Toscalecca Nº4 - Octubre 1980.
- Revista Toscalecca Nº5 - Noviembre 1980.
- Revista Tocalecca Nº9 - Marzo 1981.
- Revista Toscalecca Nº10 - Abril 1981.
- Revista Toscalecca Nº11 - Mayo 1981.
- Revista Toscalecca Nº12 - Junio 1981.
- Revista Toscalecca Nº13 - Octubre 1981.
- Revista Toscalecca Nº14 - Noviembre 1981.
- Revista Toscalecca Nº15 - Diciembre 1981.
- Revista Toscalecca Nº16 - Enero 1982.
- Revista Toscalecca Nº17 - Febrero 1982.
- Revista Tocalecca Nº18 - Marzo 1982.
- Revista Tocalecca Nº19 - Abril 1982.
- Revista Toscalecca Nº20 - Mayo 1982.
- Revista Toscalecca Nº21 - Junio 1982.
- Revista Toscalecca Nº22 - Octubre 1982.
- Revista Toscalecca Nº23 - Noviembre 1982.
- Revista Toscalecca Nº24 - Diciembre 1982.
- Revista Toscalecca Nº25 - Enero 1983.
- Revista Toscalecca Nº26 - Marzo 1983.
- Revista Toscalecca Nº27 - Abril 1983.
- Revista Toscalecca Nº28 - Mayo 1983.
- Revista Toscalecca Nº29 - Junio 1983.
- Revista Toscalecca Nº30 - Octubre 1983.
- Revista Toscalecca Nº31 - Noviembre 1983.
- Revista Toscalecca Nº32 - Diciembre 1983.
- Revista Toscalecca Nº34 - Febrero 1984.
- Revista Toscalecca Nº35 - Marzo 1984.
- Revista Toscalecca Nº36 - Abril / Mayo 1984.
- Revista Toscalecca Nº37 - Junio 1984.
- Revista Toscalecca Nº38 - Noviembre 1984.
- Revista Toscalecca Nº39 - Diciembre 1984.
- Revista Toscalecca Nº40 - Mayo 1984.
- Revista Toscalecca Nº41 - Junio 1985.

## Redes sociales
- https://www.facebook.com/ecca.edu.es/
- https://www.instagram.com/eccaedu/
- https://www.twitter.com/eccaedu/
- https://www.youtube.com/channel/UCjwIIiBTx0acLTEw-JkhWAQ
- https://www.linkedin.com/company/ecca-edu/